# Elizeu Zaleski dos Santos
Elizeu Zaleski dos Santos (ur. 12 listopada 1986 w Francisco Beltrão) – brazylijski zawodnik mieszanych sztuk walki (MMA) pochodzenia polskiego walczący w wadze półśredniej. Od 2015 roku walczy w amerykańskiej organizacji UFC. W 2014 roku był mistrzem brazylijskiej organizacji Jungle Fight w wadze półśredniej.

## Życiorys
Zaleski urodził się w mieście Francisco Beltrao, w Paranie, w Brazylii. Dorastał trenując capoeirę od dziewiątego roku życia. Zaleski przeszedł do MMA w wieku 20 lat i wkrótce potem zaczął rywalizować zawodowo. Dos Santos ma polskie korzenie, gdyż jego dziadkowie pochodzą z tego kraju - rodzice jego matki przybyli do Brazylii z Polski.

## Osiągnięcia

### Mieszane sztuki walki
- SMASH Fight
  - 2014: Zwycięzca turnieju SMASH Fight w wadze półśredniej
- Jungle Fight
  - 2014: Mistrz Jungle Fight w wadze półśredniej
- Ultimate Fighting Championship
  - Bonus za walkę wieczoru (trzy razy) vs. Omari Achmedow[4], Lyman Good[5], Max Griffin[6]

## Lista zawodowych walk w MMA
| Wynik     | Bilans  | Przeciwnik (bilans przed walką) | Rozstrzygnięcie                                   | Runda | Czas  | Rozgrywki                               | Data       | Miejsce           | Uwagi                                                             |
| --------- | ------- | ------------------------------- | ------------------------------------------------- | ----- | ----- | --------------------------------------- | ---------- | ----------------- | ----------------------------------------------------------------- |
| Przegrana | 25-10-1 | Neil Magny (29-13)              | TKO (ciosy pięściami)                             | 2     | 4:39  | UFC Fight Night: Taira vs. Park         | 02.08.2025 | Las Vegas         |                                                                   |
| Przegrana | 25-9-1  | Chidi Njokuani (24-10)          | TKO (kolano i łokcie w parterze)                  | 2     | 2:19  | UFC Fight Night: Vettori vs. Dolidze 2  | 15.03.2025 | Las Vegas         | Limit umowny -78,1 kg. Njokuani nie wykonał wagi. Co-Main Event   |
| Wygrana   | 25-8-1  | Zach Scroggin (7-0)             | TKO (ciosy pięściami)                             | 1     | 1:15  | UFC Fight Night: Magny vs. Prates       | 09.11.2024 | Las Vegas         | Limit umowny -78,9 kg. Scroggin nie wykonał wagi.                 |
| Przegrana | 24-8-1  | Randy Brown (18-5)              | Decyzja (jednogłośna)                             | 3     | 5:00  | UFC 302                                 | 01.06.2024 | Newark            |                                                                   |
| Remis     | 24-7-1  | Rinat Fakhretdinov (22-2)       | Remis (większościowy)                             | 3     | 5:00q | UFC Fight Night: Almeida vs. Lewis      | 04.11.2023 | São Paulo         |                                                                   |
| Wygrana   | 24-7    | Abubakar Nurmagomiedow (17-3-1) | Decyzja (niejednogłośna)                          | 3     | 5:00  | UFC Fight Night: Kara-France vs. Albazi | 03.06.2023 | Las Vegas         |                                                                   |
| Wygrana   | 23-7    | Benoît Saint Denis (8-0. 1 NC)  | Decyzja (jednogłośna)                             | 3     | 5:00  | UFC 267                                 | 30.10.2021 | Abu Zabi          | Pojedynek w wadze półśredniej.                                    |
| Przegrana | 22-7    | Muslim Salikhov (16-2)          | Decyzja (niejednogłośna)                          | 3     | 5:00  | UFC 251                                 | 12.06.2020 | Abu Zabi          |                                                                   |
| Wygrana   | 22-6    | Aleksiej Kunczenko (20-1)       | Decyzja (jednogłośna)                             | 3     | 5:00  | UFC Fight Night: Lee vs. Oliveira       | 14.03.2020 | Brasília          |                                                                   |
| Przegrana | 21-6    | Li Jingliang (16-5)             | TKO (ciosy pięściami)                             | 3     | 4:51  | UFC Fight Night: Andrade vs. Zhang      | 31.08.2019 | Shenzhen          |                                                                   |
| Wygrana   | 21-5    | Curtis Millender (17-3)         | Poddanie (duszenie zza pleców)                    | 1     | 2:35  | UFC Fight Night: Lewis vs. dos Santos   | 09.03.2019 | Wichita           |                                                                   |
| Wygrana   | 20-5    | Luigi Vendramini (8-0)          | KO (latajace kolano i ciosy pięściami w parterze) | 2     | 1:20  | UFC Fight Night: Santos vs. Anders      | 22.09.2018 | São Paulo         |                                                                   |
| Wygrana   | 19-5    | Sean Strickland (19-2)          | KO (kopnięcie obrotowe i ciosy pięściami)         | 1     | 3:40  | UFC 224                                 | 12.05.2018 | Rio de Janeiro    |                                                                   |
| Wygrana   | 18-5    | Max Griffin (13-3)              | Decyzja (jednogłośna)                             | 3     | 5:00  | UFC Fight Night: Brunson vs. Machida    | 28.10.2017 | São Paulo         | Bonus za walkę wieczoru.                                          |
| Wygrana   | 17-5    | Lyman Good (19-3)               | Decyzja (niejednogłośna)                          | 3     | 5:00  | UFC on Fox: Weidman vs. Gastelum        | 22.07.2017 | Uniondale         | Bonus za walkę wieczoru.                                          |
| Wygrana   | 16-5    | Keita Nakamura (32-7-2. 1 NC)   | Decyzja (jednogłośna)                             | 3     | 5:00  | UFC Fight Night: Lineker vs. Dodson     | 01.10.2016 | Portland          |                                                                   |
| Wygrana   | 15-5    | Omari Achmedow (15-3)           | TKO (kolana i ciosy pięściami)                    | 3     | 3:03  | UFC on Fox: Teixeira vs. Evans          | 16.04.2016 | Tampa             | Bonus za walkę wieczoru.                                          |
| Przegrana | 14-5    | Nicolas Dalby (13-0)            | Decyzja (niejednogłośna)                          | 3     | 5:00  | UFC Fight Night: Condit vs. Alves       | 30.05.2015 | Goiânia           | Debiut w UFC.                                                     |
| Wygrana   | 14-4    | Eduardo Ramon (9-0)             | Poddanie (duszenie zza pleców)                    | 2     | 2:07  | Jungle Fight 75                         | 18.12.2014 | Belém             | Obronił pas mistrzowski Jungle Fight w wadze półśredniej.         |
| Wygrana   | 13-4    | Itamar Rosa (9-3)               | KO (ciosy pięściami)                              | 1     | 1:59  | Jungle Fight 71                         | 19.07.2014 | São Paulo         | Zdobył wakujący pas mistrzowski Jungle Fight w wadze półśredniej. |
| Wygrana   | 12-4    | Rodrigo Souza (10-3)            | KO (ciosy pięściami)                              | 2     | 2:57  | Jungle Fight 65                         | 02.02.2014 | Bahia             |                                                                   |
| Wygrana   | 11-4    | Josenildo Ramalho (8-7)         | KO (ciosy pięściami)                              | 1     | 2:42  | Jungle Fight 59                         | 12.10.2013 | Rio de Janeiro    |                                                                   |
| Przegrana | 10-4    | Guilherme Vasconcelos (2-1)     | Poddanie (duszenie zza pleców)                    | 2     | 2:20  | Jungle Fight 54                         | 29.06.2013 | Rio de Janeiro    | Debiut w Jungle Fight.                                            |
| Wygrana   | 10-3    | Ricardo Silva (0-1)             | KO (ciosy pięściami)                              | 1     | 1:16  | SMASH Fight 1                           | 03.05.2013 | Kurytyba          | Wygrał turniej SMASH Fight w wadze półśredniej.                   |
| Wygrana   | 9-3     | Gilmar Dutra Lima (22-11-1)     | KO (cios pięścią)                                 | 1     | 0:27  | SMASH Fight 1                           | 03.05.2013 | Kurytyba          | Półfinał turnieju SMASH Fight w wadze półśredniej.                |
| Przegrana | 8-3     | Franklin Jensen (12-3)          | Decyzja (jednogłośna)                             | 3     | 5:00  | Sparta MMA                              | 29.09.2012 | Itajaí            |                                                                   |
| Wygrana   | 8-2     | Misael Chamorro Ortellado (2-1) | Poddanie (duszenie zza pleców)                    | 2     | 1:35  | Beltrão Combat                          | 19.05.2012 | Francisco Beltrão |                                                                   |
| Przegrana | 7-2     | Viscardi Andrade (13-5)         | Poddanie (duszenie zza pleców)                    | 2     | 1:27  | Max Fight 11                            | 17.03.2012 | São Paulo         |                                                                   |
| Przegrana | 7-1     | José de Ribamar (32-8-1)        | Decyzja (niejednogłośna)                          | 3     | 5:00  | Amazon Fight 10                         | 07.12.2011 | Belém             |                                                                   |
| Wygrana   | 7-0     | Jakson Pontes (5-9)             | TKO (ciosy pięściami)                             | 1     | 2:42  | Max Fight 10                            | 10.11.2021 | São Paulo         |                                                                   |
| Wygrana   | 6-0     | João Paulo (1-1)                | TKO (niezdolność do kontynuowania walki)          | 2     | 5:00  | Vale Fighting Championship              | 06.08.2011 | São Paulo         |                                                                   |
| Wygrana   | 5-0     | Misael Chamorro Ortellado (1-0) | TKO (ciosy pięściami)                             | 1     | N/A   | Big Bold's Night                        | 13.11.2010 | Cascavel          |                                                                   |
| Wygrana   | 4-0     | Dyego Roberto (4-2)             | TKO (kopnięcie na korpus)                         | 3     | 4:16  | Samurai Fight Combat 3                  | 25.04.2010 | Kurytyba          |                                                                   |
| Wygrana   | 3-0     | Christian Squeti (13-4-1)       | Decyzja (jednogłośna)                             | 3     | 5:00  | Londrina Fight Show 1                   | 13.12.2009 | Londrina          |                                                                   |
| Wygrana   | 2-0     | Wellington Bruno (0-1)          | KO (ciosy pięściami)                              | 1     | N/A   | B33 Fight 8                             | 15.11.2009 | Ponta Grossa      |                                                                   |
| Wygrana   | 1-0     | Douglas Jandozo (2-2)           | KO (ciosy pięściami)                              | 1     | 3:03  | G1 Open Fight 7                         | 08.11.2009 | Joaquim Távora    |                                                                   |